# Tepin
Tepin (Capsicum annuum var. glabriusculum), auch Chiltepin oder Chiltecpin, ist eine wildwachsende Chili, die man z. B. in der Sonora-Wüste findet. Sie gilt als „Urform“ der heute bekannten Chili, auch wenn nur ein Teil der kultivierten Capsicum zur Art Capsicum annuum zugeordnet werden.

## Herkunft und Geschichte
Die Verwendung als Gewürz-, Heil- und Wundermittel reicht 9000 Jahre zurück. In vielen Indianerstämmen gilt die Tepin als heilig. Neben der Sonora-Wüste im Südwesten der USA und im angrenzenden Mexiko ist der US-Bundesstaat Texas ein wichtiges Vorkommensgebiet.
Fast alle heute bekannten Chili und auch alle nicht-scharfen Gemüsepaprika sind Kultivierungen und Züchtungen aus Tepins.
Die Pflanze mit kaum erbsengroßen Früchten lässt sich nicht gut kultivieren, selbst kommerzielle Anbauversuche sind meist von minderem Erfolg, daher werden Tepins direkt von den wildwachsenden Sträuchern geerntet, die sich meist im Schatten größerer Bäume befinden. Dort werden die Sträucher bis zu 30 Jahre alt.

## Ausbreitung
Da Vögel im Gegensatz zu Säugetieren Capsaicin nicht als scharf empfinden, fressen sie die Beeren von den Büschen und scheiden später, meist auf Bäumen sitzend, die unverdauten Samen zusammen mit dem gleichzeitig als Dünger wirkenden Kot aus. Durch diese Art der Ausbreitung (Ornithochorie – Vogelausbreitung) sind Tepinpflanzen bevorzugt unter Bäumen zu finden, die gleichzeitig als Schattenspender dienen.

## Verwendung als Gewürz
Chiltepin wird meist getrocknet verwendet und dient zerstoßen als Gewürz von Suppen, Fleischgerichten u. a. Neben der Schärfe werden die Früchte wegen ihres einzigartigen Geschmacks verwendet. Durch die aufwendige Ernte sind Tepinfrüchte sehr teuer und zählen zu den teuersten Gewürzen der Welt.

## Etymologie
Der Name leitet sich aus der Nahuatl-Sprache ab und bedeutet in etwa „Floh-Chili“. 